# Підводні човни проєкту 667А «Навага»
| Підводні човни проєкту 667А «Навага» | Підводні човни проєкту 667А «Навага»                                                        | Підводні човни проєкту 667А «Навага»                                                        |
| ------------------------------------ | ------------------------------------------------------------------------------------------- | ------------------------------------------------------------------------------------------- |
|                                      |                                                                                             |                                                                                             |
|                                      |                                                                                             |                                                                                             |
|                                      |                                                                                             |                                                                                             |
| Під прапором                         | СРСР                                                                                        | СРСР                                                                                        |
| Спуск на воду                        | 1969—1974 рр (34 човни)                                                                     | 1969—1974 рр (34 човни)                                                                     |
| Виведений зі складу флоту            | 1990—2009 рр                                                                                | 1990—2009 рр                                                                                |
| Проєкт                               |                                                                                             |                                                                                             |
| Тип ПЧ                               | Атомний підводний човен з балістичними ракетами                                             | Атомний підводний човен з балістичними ракетами                                             |
| Розробник проєкту                    | ЦКБ МТ «Рубін»                                                                              | ЦКБ МТ «Рубін»                                                                              |
| Головний конструктор                 | Ковалів С. М.                                                                               | Ковалів С. М.                                                                               |
| Класифікація НАТО                    | Yankee-I                                                                                    | Yankee-I                                                                                    |
| Основні характеристики               |                                                                                             |                                                                                             |
| Швидкість (надводна)                 | 15 вузлів (29 км/год)                                                                       | 15 вузлів (29 км/год)                                                                       |
| Швидкість (підводна)                 | 28 вузлів (54 км/год)                                                                       | 28 вузлів (54 км/год)                                                                       |
| Робоча глибина занурення             | 320 м                                                                                       | 320 м                                                                                       |
| Гранична глибина занурення           | 450 м                                                                                       | 450 м                                                                                       |
| Автономність плавання                | 90 діб                                                                                      | 90 діб                                                                                      |
| Екіпаж                               | 119 осіб (32 офіцери, 38 мічманів, 49 матросів)                                             | 119 осіб (32 офіцери, 38 мічманів, 49 матросів)                                             |
| Розміри                              |                                                                                             |                                                                                             |
| Довжина найбільша (по КВЛ)           | 128 м                                                                                       | 128 м                                                                                       |
| Ширина корпусу найб.                 | 11,7 м                                                                                      | 11,7 м                                                                                      |
| Середня осадка (по КВЛ)              | 7,9 м                                                                                       | 7,9 м                                                                                       |
| Водотоннажність надводна             | 7760 т                                                                                      | 7760 т                                                                                      |
| Озброєння                            |                                                                                             |                                                                                             |
| Торпедно- мінне озброєння            | 4 носових ТА калібру 553-мм (16 торпед, дві з ядерною ГЧ), 2 ТА калібру 450-мм (4-6 торпед) | 4 носових ТА калібру 553-мм (16 торпед, дві з ядерною ГЧ), 2 ТА калібру 450-мм (4-6 торпед) |
| Ракетне озброєння                    | шахтний комплекс Д-5, 16 ракет Р-27 (РСМ-25)                                                | шахтний комплекс Д-5, 16 ракет Р-27 (РСМ-25)                                                |

Підводні човни проєкту 667А «Навага» — серія радянських підводних човнів з балістичними ракетами (ПЧАРБ) — за радянською класифікацією — атомних ракетних підводних крейсерів стратегічного призначення, озброєних комплексом Д-5 з 16 балістичними ракетами Р-27 (РСМ-25).

## Історія
Роботи по створенню підводного ракетоносця другого покоління були розпочаті в 1958 році в ЦКБ-18 (нині ЦКБ МТ «Рубін»).

## Корпус
Легкий корпус обтічної форми виготовлений з сталі ЮЗ. Міцний корпус має форму циліндра діаметром 9,4 м, виготовлений з маломагнітної сталі АК-29, товщиною 40 мм. Шпангоути виготовлені з симетричних зварних таврів. Перегородки з сталі АК-29, товщиною 12 мм, розраховані на тиск у 10 атмосфер й розділяють міцний корпус на 10 відсіків:
1. торпедний відсік;
2. акумуляторний відсік, житлові приміщення, офіцерські каюти;
3. центральний пост, пульт ГЕУ;
4. ракетний відсік;
5. ракетний відсік;
6. дизель-генераторний відсік;
7. реакторний відсік;
8. турбінний відсік;
9. турбінний відсік;
10. електродвигунний відсік.

## Енергетичне обладнання
Шумність човна 100–130 Дб на 1 Па на відстані 1 м.

## Радіоелектронне і гідроакустичне обладнання
Радіоелектронне обладнання човнів складається з:
- бойової інформаційно-управлінської системи «Туча», котра забезпечує застосування ракетного і торпедного озброєння;
- гідроакустичного комплексу «Керч»;
- радіолокаційного комплексу «Альбатрос»;
- навігаційного комплексу «Сігма», з 1972 року комплекс «Тобол», а пізніше і систему супутникової навігації «Циклон».

## Озброєння
Головним озброєнням човнів проєкту 667А є ракетний комплекс Д-5, у котрий входять 16 пускових установок з балістичними рідкопаливними ракетами Р-27, вагою 14.5 тонн і з дальністю дії 2400 км. Боєголовка моноблочна потужністю 1 Мт. Старт ракет тільки підводний.
Торпедне озброєння складається з 6 носових торпедних апаратів (4 калібру 533-мм і 2 калібру 450-мм. Загальний боєкомплект становить 22 торпеди, в тому числі дві торпеди з ядерною головною частиною. У разі необхідності додатковий торпедний боєкомплект може бути прийнятим в приміщення переобладнаної офіцерської кают-компанії.

### Проєкт 667АУ «Налим»
Встановлений вдосконалений ракетний комплекс Д-5У (9 човнів).

### Проєкт 667АМ «Навага-М»
Переобладнання човна К-140 для проведення випробувань твердопаливної ракети Р-31.

### Проєкт 667М «Андромеда»
Переобладнання човна К-420 для проведення випробувань стратегічних надзвукових (М=2,5-3,0) крилатих ракет «Метеорит-М» з дальністю понад 5000 км.

### Проєкт 667АТ «Груша»
Переобладнання трьох човнів (К-253, К-236, К-399) для використання як носіїв дозвукових стратегічних крилатих ракет РК-55 «Гранат».

### Проєкт 667АК «Аксон-1»
Переобладнання човна К-403 (1979—1983) для випробування гідроакустичного комплексу «Скат-3».

### Проєкт 09780 «Аксон-2»
Переобладнання човна К-415 (1987—1988) для випробовування гідроакустичних комплексів для човнів 4-го покоління.

## Оцінка проєкту
| Порівняльна таблиця ПЧАРБ другого покоління | Порівняльна таблиця ПЧАРБ другого покоління | Порівняльна таблиця ПЧАРБ другого покоління | Порівняльна таблиця ПЧАРБ другого покоління | Порівняльна таблиця ПЧАРБ другого покоління | Порівняльна таблиця ПЧАРБ другого покоління | Порівняльна таблиця ПЧАРБ другого покоління | Порівняльна таблиця ПЧАРБ другого покоління |
| Країна                                      | США                                         | США                                         | СРСР                                        | СРСР                                        | СРСР                                        | Велика Британія                             | Франція                                     |
| ------------------------------------------- | ------------------------------------------- | ------------------------------------------- | ------------------------------------------- | ------------------------------------------- | ------------------------------------------- | ------------------------------------------- | ------------------------------------------- |
| ПЧАРБ                                       | Лафаєт                                      | Джеймс Медісон Бенджамін Франклін           | 667А «Навага»                               | 667Б «Мурена»                               | 667БД «Мурена-М»                            | Резолюшен                                   | Редутабль                                   |
| Побудовано                                  | 1961—1964                                   | 1962—1967                                   | 1964—1974                                   | 1971—1977                                   | 1973—1975                                   | 1964—1969                                   | 1964—1985                                   |
| Експлуатація                                | 1963—1994                                   | 1964—1995                                   | 1967—2004                                   | 1973—2003                                   | 1975—1999                                   | 1966—1996                                   | 1969—2008                                   |
| Кількість                                   | 9                                           | 10+12                                       | 34                                          | 18                                          | 4                                           | 4                                           | 6                                           |
| Водозаміщення (т) надводне підводне         | 7 250 8 250                                 | 7 250 8 250                                 | 7 760 11 500                                | 8 900 13 700                                | 10 500 15 750                               | 7 500 8 500                                 | 8 100 8 900                                 |
| Число ракет                                 | 16 «Поларіс» А-3, потім «Посейдон» С-3      | 16 «Посейдон» С-3 або «Трайдент I» С-4      | 16 Р-27                                     | 12 Р-29                                     | 16 Р-29Д                                    | 16 «Поларіс» А-3ТК                          | 16 M1, потім М2, потім М20, потім M4        |
| ГЧ: блоків × потужністю                     | 3×600 Кт 10×50 Кт                           | 10×50 Кт 8×100 Кт                           | 1×1 Мт                                      | 1×1 Мт                                      | 1×800 Кт                                    | 3×600 Кт                                    | 1×500 Кт 1×500 Кт 1×1,2 Мт 6×150 Кт         |
| Вага ГЧ (кг)                                | 760 кг 2000 кг                              | 2000 кг 1360 кг                             | 650 кг                                      | 1100 кг                                     | 1100 кг                                     | 760 кг                                      | 1360 кг 1360 кг 1000 кг ?                   |
| Дальність (км)                              | 4300 км 4600 км                             | 4600 км 8×7400 км                           | 2400 км                                     | 7800 км                                     | 9100 км                                     | 4300 км                                     | 3000 км 3200 км 3200 км 5000 км             |

## Представники
| Назва                                                   | Проєкт                                          | Закладений                                      | Спущений на воду                                | Прийнятий флотом                                | Виведений з Флоту                               |
| Човни проєкту 667А, побудовані в Сєвєродвінську         | Човни проєкту 667А, побудовані в Сєвєродвінську | Човни проєкту 667А, побудовані в Сєвєродвінську | Човни проєкту 667А, побудовані в Сєвєродвінську | Човни проєкту 667А, побудовані в Сєвєродвінську | Човни проєкту 667А, побудовані в Сєвєродвінську |
| ------------------------------------------------------- | ----------------------------------------------- | ----------------------------------------------- | ----------------------------------------------- | ----------------------------------------------- | ----------------------------------------------- |
| К-137                                                   | 667А, 667У                                      | 4 листопада 1964                                | 11 вересня 1966                                 | 6 листопада 1967                                | 3 квітня 1994                                   |
| К-140                                                   | 667А, 667АМ                                     | 19 вересня 1965                                 | 23 серпня 1967                                  | 30 грудня 1967                                  | 19 квітня 1990                                  |
| К-26                                                    | 667АУ                                           | 30 грудня 1965                                  | 23 грудня 1967                                  | 3 жовтня 1968                                   | 17 липня 1988                                   |
| К-32                                                    | 667А                                            | 25 лютого 1966                                  | 25 квітня 1968                                  | 26 жовтня 1968                                  | 19 квітня 1990                                  |
| К-216                                                   | 667А                                            | 6 червня 1966                                   | 6 серпня 1968                                   | 27 грудня 1968                                  | 18 липня 1988                                   |
| К-207                                                   | 667А                                            | 4 листопада 1966                                | 20 вересня 1968                                 | 30 грудня 1968                                  | 30 травня 1989                                  |
| К-210                                                   | 667А                                            | 16 грудня 1966                                  | 29 грудня 1968                                  | 6 серпня 1969                                   | 17 липня 1988                                   |
| К-249                                                   | 667А                                            | 18 березня 1967                                 | 30 березня 1969                                 | 27 вересня 1969                                 | 17 липня 1988                                   |
| К-253                                                   | 667А, 667АТ                                     | 26 червня 1967                                  | 5 червня 1969                                   | 1 листопада 1969                                | 20 червня 1993                                  |
| К-395                                                   | 667А, 667АТ                                     | 8 вересня 1967                                  | 28 липня 1969                                   | 5 грудня 1969                                   | 1 вересня 2002                                  |
| К-408                                                   | 667А, 667АТ                                     | 20 січня 1968                                   | 10 вересня 1969                                 | 25 грудня 1969                                  | 17 липня 1988                                   |
| К-411 «Оренбург»                                        | 667А, 667АН                                     | 25 травня 1969                                  | 16 січня 1970                                   | 31 серпня 1970                                  | 2004                                            |
| К-418                                                   | 667А                                            | 29 червня 1968                                  | 14 березня 1970                                 | 22 вересня 1970                                 | 17 березня 1989                                 |
| К-420                                                   | 667А, 667М                                      | 12 жовтня 1968                                  | 25 квітня 1970                                  | 29 жовтня 1970                                  | 1 жовтня 1994                                   |
| К-423                                                   | 667А, 667АТ                                     | 13 січня 1969                                   | 7 квітня 1970                                   | 13 листопада 1970                               | 7 серпня 1994                                   |
| К-426                                                   | 667А                                            | 17 квітня 1969                                  | 28 серпня 1970                                  | 22 грудня 1970                                  | 19 квітня 1990                                  |
| К-415                                                   | 667А, 09780                                     | 4 липня 1969                                    | 26 вересня 1970                                 | 30 грудня 1970                                  | 17 липня 1988                                   |
| К-403 «Казань»                                          | 667А, 667АК-1                                   | 18 серпня 1969                                  | 25 березня 1971                                 | 12 серпня 1971                                  | 2004                                            |
| К-245                                                   | 667А, 667АУ                                     | 16 жовтня 1969                                  | 9 серпня 1971                                   | 16 грудня 1971                                  | 14 березня 1992                                 |
| К-214                                                   | 667А, 667АУ                                     | 19 лютого 1970                                  | 1 вересня 1971                                  | 31 грудня 1971                                  | 24 червня 1991                                  |
| † К-219                                                 | 667АУ                                           | 28 травня 1970                                  | 8 жовтня 1971                                   | 31 грудня 1971                                  | 6 жовтня 1986                                   |
| К-228                                                   | 667АУ                                           | 4 вересня 1970                                  | 3 травня 1972                                   | 30 вересня 1972                                 | 3 вересня 1994                                  |
| К-241                                                   | 667АУ                                           | 24 грудня 1970                                  | 9 червня 1972                                   | 23 жовтня 1972                                  | 16 червня 1992                                  |
| К-444                                                   | 667АУ                                           | 8 квітня 1971                                   | 1 серпня 1972                                   | 9 грудня 1972                                   | 30 вересня 1994                                 |
| Човни проєкту 667А, побудовані в Комсомольську-на-Амурі |                                                 |                                                 |                                                 |                                                 |                                                 |
| К-339                                                   | 667А                                            | 23 лютого 1968                                  | 23 червня 1969                                  | 24 грудня 1969                                  | 19 квітня 1990                                  |
| К-434                                                   | 667АУ                                           | 23 лютого 1969                                  | 29 травня 1970                                  | 30 листопада 1970                               | 17 березня 1989                                 |
| К-236                                                   | 667АУ                                           | 17 квітня 1969                                  | 28 серпня 1970                                  | 27 грудня 1970                                  | 19 квітня 1990                                  |
| К-389                                                   | 667А                                            | 26 липня 1970                                   | 27 червня 1971                                  | 25 листопада 1971                               | 19 квітня 1990                                  |
| К-252                                                   | 667А, 667А                                      | 25 грудня 1970                                  | 12 вересня 1971                                 | 31 грудня 1971                                  | 17 березня 1989                                 |
| К-258                                                   | 667А                                            | 30 березня 1971                                 | 26 травня 1972                                  | 30 вересня 1972                                 | 16 червня 1991                                  |
| К-446                                                   | 667АУ                                           | 7 листопада 1971                                | 8 серпня 1972                                   | 30 грудня 1972 — 22 січня 1973                  | 17 березня 1993                                 |
| К-451                                                   | 667АУ                                           | 23 лютого 1972                                  | 29 квітня 1973                                  | 7 вересня 1973                                  | 16 червня 1991                                  |
| К-436                                                   | 667АУ                                           | 7 листопада 1972                                | 25 липня 1973                                   | 5 грудня 1973                                   | 16 червня 1991                                  |
| К-430                                                   | 667АУ                                           | 27 липня 1973                                   | 28 липня 1974                                   | 25 грудня 1974                                  | 14 березня 1992                                 |